# Буцнівський замок
Буцнівський замок — втрачена оборонна споруда в селі Буцневі Великоберезовицької громади Тернопільського району Тернопільської области України.

## Відомості
У XVI ст. брати Ніпчиці власним коштом під керівництвом досвідчених фортифікаторів Яна з Делейова і Миколая Іскжицького побудували мурований замок.
Під час Національно-визвольної революції українського народу 1648–1676 рр. замок зруйнований. У другій половині XVII ст. власник Буцнева кам'янецький каштелян Габріель Сельніцький відбудував і укріпив оборонну споруду.
Власники Буцнева Серватовські близько 1850 р. перебудували замок на палац. Під час Першої світової війни замок спалений і до нашого часу не зберігся.